# ペプチドリーム
ペプチドリーム株式会社は、東京大学発のバイオベンチャー企業であり、産学連携による創薬研究と開発を行う。

## 研究領域
特殊ペプチドを応用した医薬品の研究開発を行う。
フレキシザイム
通常、翻訳合成において、tRNAとアミノ酸とは、アミノアシルtRNA合成酵素（ARS）によって結合するが、フレキシザイムとはこれに代わる人工RNA触媒である。フレキシザイム技術により、あらゆるアミノ酸およびアミノ酸誘導体を任意のtRNAと結合させることができ、ペプチド合成に活用できるビルディングブロックの種類を大幅に増やすことが可能になった。
FITシステム（Flexible In-vitro Translation system）
フレキシザイムにより創製されたビルディングブロックは無細胞翻訳系によりペプチド合成されるが、その際に特殊アミノ酸を組み込めるよう調製し、1本の試験管中に多種の特殊ペプチドを創製することを可能にした。これにより、1本の試験管中に医薬品候補物質となりうる数千億種の特殊ペプチドをライブラリ (Library (biology)) 化することが可能になった。
RAPIDディスプレイ（RAndom Peptide Integrated Discovery）
特殊ペプチドライブラリーから、標的分子に結合する特殊ペプチドを選択する、独自のスクリーニング手法である。なお、本手法は2011年に、産学官連携分野では規模と栄誉が極めて大きい表彰である産学官連携功労者表彰日本学術会議会長賞を受賞している。
特殊ペプチドの優位性
医薬品は従来、19世紀より広く使われている低分子医薬品と、2000年頃より悪性腫瘍の分子標的治療などに用いられている抗体医薬品（モノクローナル抗体）に大別できた。特殊ペプチドはこれらに次ぐ第3の医薬品と位置付けることができる。低分子医薬品における、結合すべきでない分子にまで結合してしまうがゆえの副作用、抗体医薬品における、生体内の免疫反応や、分子量の大きさゆえに経口投与が困難であるという問題点を低減できると考えられている。
これまで、ペプチドは生体内での半減期の短さ、細胞膜の透過しにくさ、スクリーニングに必要なライブラリの多様性のなさから、医薬品候補物質として注目を浴びることは少なかった。ペプチドリームはフレキシザイム、FITシステム、RAPIDディスプレイの3技術をPDPS（Paptide Discovery Platform System）と呼称し、特許ポートフォリオを構築した。特殊ペプチドを医薬品候補物質として価値を高めている。

## アライアンス
下記の製薬会社と共同研究開発契約を締結している。契約初期に「契約一時金」を受領し、開発の進捗により「創薬開発権利金」や「目標達成報奨金」が入り、製品が上市すると「売上ロイヤルティ」が発生する。このように各段階で収益が生じるビジネスモデルを構築している。
- アストラゼネカ
- アムジェン
- イーライリリー
- イプセン
- グラクソ・スミスクライン
- 第一三共
- 田辺三菱製薬
- ノバルティス
- ブリストル・マイヤーズ スクイブ
- 杏林製薬
- 塩野義製薬

ファイザーとの共同開発は、2013年6月に解消している。

## 沿革
2005年（平成17年）、東京大学の菅裕明が開発した特殊ペプチドを事業化すべく、ベンチャーキャピタル事業者である株式会社東京大学エッジキャピタルが経営者を探していたところ、医療関連の事業開発に知見があり、ベンチャー企業の創業の経験もある窪田規一に声がかかった。同年9月より、菅と窪田により事業計画が整えられ、2006年7月にペプチドリーム株式会社設立。本社を東京都千代田区、研究室を東京大学先端科学技術研究センター内においた。
2013年6月11日、東証マザーズに株式公開。公募価格は2,500円であったが初日は5,250円で買い気配のまま取引が成立せず、翌日に7,900円の値が付いた。その後、2015年12月16日に東証1部に市場変更した。2017年7月に、東京都目黒区駒場4-6-1から神奈川県川崎市川崎区殿町（キングスカイフロント）に本社及び研究所を移転。同年9月1日に、塩野義製薬および積水化学工業と合弁で、特殊ペプチド原薬の製造を行うペプチスター株式会社を大阪府摂津市に設立。同年9月27日には窪田規一が代表取締役会長、リード・パトリックが代表取締役社長に就任した。
2021年9月2日、富士フイルム富山化学から放射性医薬品事業を吸収分割により承継する「PDRファーマ」の全株式を取得して子会社とすることを取締役会において決議し、2022年3月28日、取得完了した。

## 子会社
- PDRファーマ株式会社(旧第一ラジオアイソトープ研究所→富士フイルムRIファーマ→富士フイルム富山化学)　- 放射性医薬品および関連製品の研究、開発、製造、販売、輸出入。
- ぺプチグロース株式会社　- 培地成分である成長因子等の代替物質のペプチドの開発・製造・販売。
- ぺプチエイド株式会社 - 医薬品の研究、開発、製造、販売及び輸出入。